# 纤尾桃叶珊瑚
纤尾桃叶珊瑚（学名：Aucuba filicauda）是绞木科桃叶珊瑚属的植物，是中国的特有植物。分布在中国大陆的贵州、云南、广西等地，生长于海拔900米至1,100米的地区，多生长于林中。

## 种下等级
- Aucuba filicauda Chun et How var. pauciflora Fang et Soong